# Auschariya Sangtubtim
Auschariya Sangtubtim (thailändisch อัชริยะ แสงทับทิม, * 8. Januar 2002) ist ein thailändischer Fußballspieler.

## Karriere
Auschariya Sangtubtim stand die Saison 2020/21 beim Suphanburi FC unter Vertrag. Der Verein aus Suphanburi spielte in der ersten thailändischen Liga, der Thai League. Hier kam er jedoch nicht zum Einsatz. Zu Beginn der Saison 2021/22 wechselte er zum Zweitligisten Navy FC nach Sattahip. Sein Zweitligadebüt gab Auschariya Sangtubtim am 9. Oktober 2021 (7. Spieltag) im Heimspiel gegen den Kasetsart FC. Hier stand er in der Startelf und spielte die kompletten 90 Minuten. Das Spiel endete 0:0. Am Ende der Saison 2021/22 musste er mit der Navy als Tabellenletzter in die dritte Liga absteigen. Für die Navy absolvierte er 13 Zweitligaspiele. Nach dem Abstieg verließ er den Verein und schloss sich am 3. August 2022 dem Zweitligisten Phrae United FC an. Für den Klub aus Phrae bestritt er acht Ligaspiele. Im Sommer 2023 kehrte er zu seinem ehemaligen Verein Navy FC zurück. Für den mittlerweile in der dritten Liga spielenden Verein bestritt er ein Spiel in der Eastern Region der Liga. Im Dezember 2023 wurde sein Vertrag nicht verlängert.